# Bitwa pod Czarnym Ostrowem
Bitwa pod Czarnym Ostrowem – miała miejsce 20 lipca 1657 podczas drugiej wojny północnej.
Armia koronna pod wodzą hetmanów koronnych wielkiego Stanisława Rewery Potockiego i polnego Jerzego Sebastiana Lubomirskiego w połączeniu z armią polsko-litewsko-tatarską Stefana Czarnieckiego zmusiła do kapitulacji wojska siedmiogrodzkie Jerzego II Rakoczego.

## Geneza
8 stycznia pod Kcynią doszło do rozdzielenia sił polskich – wspierane przez królową Ludwikę Marię Gonzagę 6000 wojska pod dowództwem Stefana Czarnieckiego ruszyły na Gdańsk. Stanisław Rewera Potocki, na wieść o wkroczeniu Rakoczego, ruszył niechętnie w jego kierunku. 
20 lutego 1657 stanął w Jarosławiu z 3500 jazdy, gdzie czekał na dywizję Lubomirskiego, ciągnącą tam z Krakowa. 
Na wieść o zbliżających się znacznych siłach Rakoczego Potocki ruszył na północ i w rejonie Janowa Lubelskiego doszło do starcia z częścią armii siedmiogrodzkiej, podczas którego pod samym Potockim zabito konia. Mimo porażki Potockiemu udało się jednak uniknąć bitwy z głównymi siłami Rakoczego i wycofać przez Kraśnik, Urzędów (2 marca), Bełżyce, Lublin, skąd ruszył na Łuków, by połączyć się w wojskiem litewskim. Po drodze połączył się z dywizjami Lubomirskiego i Czarnieckiego. Do spotkania z wojskiem litewskim doszło w Łosicach przed 29 kwietnia. Rakoczy widząc, że nie uda mu się dogonić sił koronnych, zawrócił na Kraków, którego załogę wzmocnił siłą 2500 żołnierzy. Pod Ćmielowem Rakoczy połączył się z Karolem Gustawem.
W tym momencie połączona armia Rzeczypospolitej liczyła ok. 25 tys. jazdy i dragonii, podczas gdy armia siedmiogrodzko-kozacko-szwedzka miała ok. 38 tys. żołnierzy, w tym piechotę. Wobec braku tej ostatniej i oraz znacznej przewagi liczebnej nieprzyjaciela armia polsko-litewska nie odważyła się stawić czoła wrogowi i postanowiła wycofać się do Brześcia Litewskiego. Tutaj rozdzieliły się znów wojska polskie – Potocki z Lubomirskim ruszyli naprzeciw zbliżającej się ordzie tatarskiej.
Już w maju 1657 w Sokalu, pomimo braku wieści o Tatarach, zapadła decyzja o spustoszeniu Siedmiogrodu. W czerwcu doszło do radykalnej odmiany sytuacji, gdyż na skutek duńskiego uderzenia (wojna duńsko-szwedzka (1657–1658)) Szwedzi opuścili armię Rakoczego i ruszyli do Danii.
W międzyczasie zgodnie z zamierzeniami licząca 4 tys. żołnierzy dywizja Lubomirskiego przez Lubaczów ruszyła do Sambora, skąd skierowała się do Siedmiogrodu. Wspomagało ją wiele tysięcy rozsierdzonych najazdem węgierskim chłopów, którzy przy okazji liczyli na łupy. Na czas najazdu dywizja Potockiego pozostała w odwodzie. Na początku lipca dywizja Lubomirskiego wróciła z Węgier i ponownie połączyła się z dywizją Potockiego w rejonie Stryja lub Sambora.
Ścigający uchodzących do Danii Szwedów Czarniecki wezwany został przez Jana Kazimierza do Częstochowy, gdzie połączył się z wojskami litewskimi Aleksandra Hilarego Połubińskiego i Tatarami. W ten sposób armia Czarnieckiego osiągnęła stan 10 000 żołnierzy. Po naradzie w Łańcucie w dniach 7–8 lipca Czarniecki ruszył w pościg za uciekającym z Polski Rakoczym, natomiast Potocki i Lubomirski maszerowali tak, by zagrodzić armii siedmiogrodzko-kozackiej drogę do granicy węgierskiej.
Czarniecki dopadł i 11 lipca rozbił tylną straż armii Rakoczego pod Magierowem. Następnego dnia uciekający w panice Węgrzy, Wołosi, Mołdawianie i Kozacy ponieśli znaczne straty przy przeprawie przez Pełtew. Pod Podhajcami Czarniecki połączył się 16 lipca z hetmanami i wspólnie ruszono, by ostatecznie rozprawić się z Rakoczym.
Sytuację uciekinierów pogorszyło opuszczenie ich szeregów przez kozacką armię pułkownika Antona Żdanowicza. Ponadto armia księcia siedmiogrodzkiego codziennie topniała z powodu dezercji.

## Bitwa
Znajdujący się w rozpaczliwej sytuacji Rakoczy wysłał do polskich dowódców posła, który poprosił o warunki pokoju. Rozmowy zakończyło żądanie Czarnieckiego, by Rakoczy całkowicie skapitulował. Hetmani byli bardziej skłonni do ugody, jednak Czarniecki i jego żołnierze dążyli do decydującej bitwy, licząc na zniszczenie wroga i pokaźne łupy.
20 lipca pod Czarnym Ostrowem straż przednia polska pobiła straż siedmiogrodzką i urwała część taboru. Rakoczy zdecydował się porzucić tabory i ruszył 21 lipca do Międzybórza, gdzie rozpoczął negocjacje. Sprzeciwił się im Czarniecki próbując skierować swoją dywizję do boju, czemu zdecydowanie przeciwstawił się Potocki. W rezultacie 23 lipca 1657 zawarto układ pokojowy.

## Po bitwie
Rakoczy na mocy kapitulacji zobowiązał się zerwać sojusz ze Szwecją, wyprowadzić swoje wojska z okupowanych miast Krakowa i Brześcia Litewskiego oraz zapłacić Rzeczypospolitej reparacje wojenne w wysokości 1,2 mln złotych. Poza tą kwotą zobowiązał się wypłacić milion złotych żołnierzom armii polskiej i dwa miliony dowódcom.
Zapłacony okup nie uratował jednak armii siedmiogrodzkiej przed zagładą, gdyż trzy dni później Rakoczego dopadła idąca Polsce z pomocą armia tatarska. Tatarzy wcale nie respektowali zawartego niedawno układu pokojowego, toteż żołnierze siedmiogrodzcy musieli przebijać się do kraju w ogniu ciężkich walk. Nie dali rady wojskom krymskim, które 31 lipca zdobyły obóz armii Rakoczego w Trembowli. Niemal cała armia wzięta została do tatarskiej niewoli, gdyż Tatarzy wzięli w jasyr 11 tysięcy żołnierzy siedmiogrodzkich (wśród nich najwyższego hetmana Rakoczego Janosa Kemeny), zabijając w walce pięciuset żołnierzy. Rakoczy zdołał wymknąć się z niedobitkami, jednak po przybyciu do swego księstwa został zrzucony z tronu przez swego pana wasalnego, sułtana Mehmeda IV.